# Столкновение чемпионов 2020
Столкновение чемпионов 2020 (англ. 2020 Champions showdown) — онлайн-турнир по шахматам Фишера на сайте chess24.com. Турнир привлёк внимание средств массовой информации как одно из немногих спортивных событий во время пандемии COVID-19.

## Описание
Турнир проводил шахматный клуб Сент-Луиса. Призовой фонд составил 150 000 $.
На второй день турнира лидерство удерживал Левон Аронян, на следующий день вперёд вырвались Магнус Карлсен и Хикару Накамура, и они же разделили победу в турнире.